# Willem Ogier

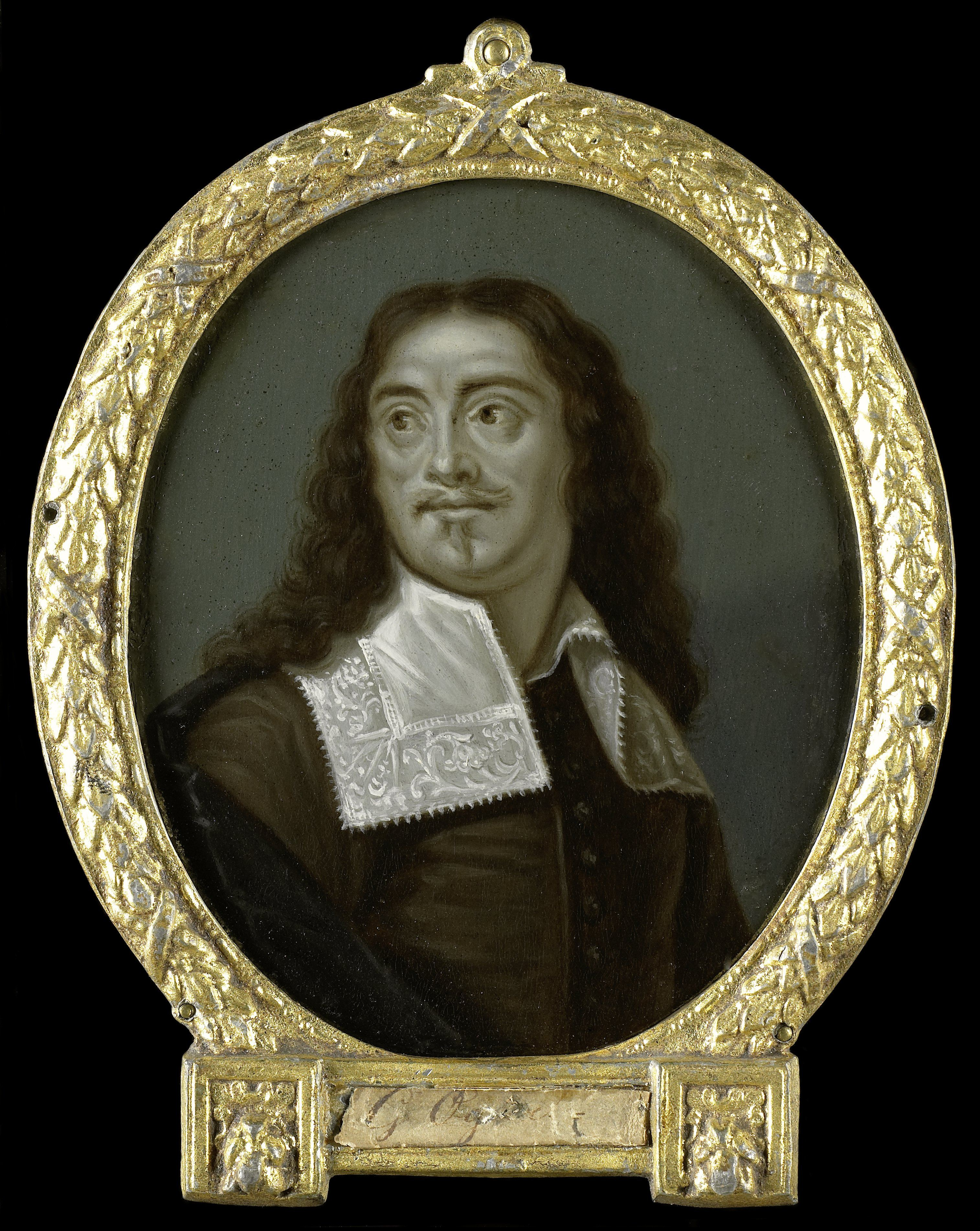
Willem Ogier

Willem Ogier (* 17. Juli 1618 getauft in Antwerpen; † 22. Februar 1689 ebenda) war ein flämischer Dichter und Schulmeister. Sein Thema waren die sieben Todsünden.

## Werke
- Droncken Heyn (1639)
- De hooveerdigheydt (1644)
- De gramschap (1645)
- De onkuysheydt (1646)
- Den haet en nydt (1647)
- De traegheydt (1677)
- De gierigheydt (1678)
- De seven hooft-sonden (1682)

| Personendaten    | Personendaten                       |
| ---------------- | ----------------------------------- |
| NAME             | Ogier, Willem                       |
| KURZBESCHREIBUNG | flämischer Dichter und Schulmeister |
| GEBURTSDATUM     | 17. Juli 1618                       |
| GEBURTSORT       | Antwerpen                           |
| STERBEDATUM      | 22. Februar 1689                    |
| STERBEORT        | Antwerpen                           |